# 林塔勒
林塔勒（法語：Linthal，法語發音：[lintal]）是法国上莱茵省的一个市镇，属于坦恩-盖布维莱尔区。 

## 地理
林塔勒（47°56'48"N, 7°7'49"E）面积20.84 平方千米，位于法国大東部大區上莱茵省，该省份为法国东部内陆省份，是阿尔萨斯的一部分，今与下莱茵省组成了阿尔萨斯欧洲集体，其北临下莱茵省，西接孚日省，西南接贝尔福地区省，东侧沿莱茵河与德国相望，南与瑞士接壤。
与林塔勒接壤的市镇（或旧市镇、城区）包括：劳滕巴克、洛唐巴克泽、朗斯帕克、奥德伦、梅泽拉尔、吕唐巴克普雷曼斯泰、瓦瑟堡、费勒林。

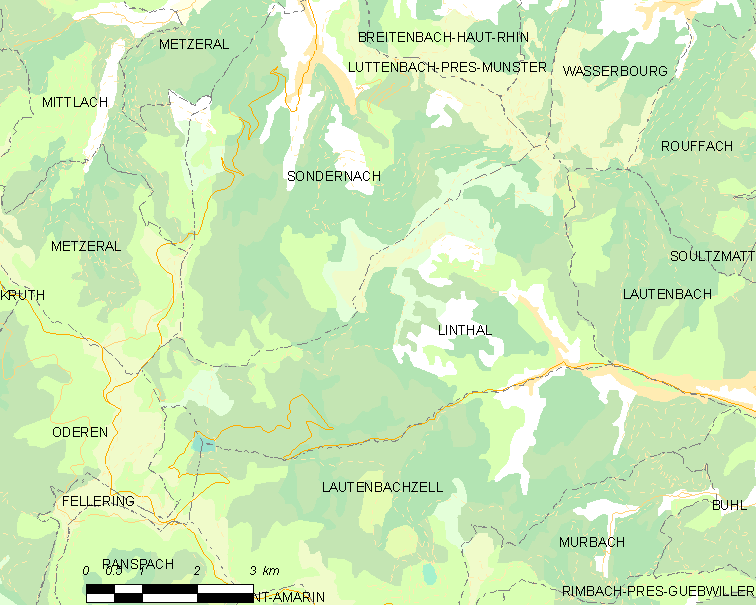
林塔勒的OSM定位图

林塔勒的时区为UTC+01:00、UTC+02:00（夏令时）。

## 行政
林塔勒的邮政编码为68610，INSEE市镇编码为68188。

## 政治
林塔勒所属的省级选区为盖布维莱尔县。

## 人口

1962-2008年间林塔勒人口变化图示

林塔勒于2022年1月1日时的人口数量为588人。